# Joanna Skrzydlewska
Joanna Katarzyna Skrzydlewska (Łodź; 17 de fevereiro de 1977 — ) é uma política da Polónia. Ela foi eleita para a Sejm em 25 de setembro de 2005 com 11822 votos em 9 no distrito de Łódź, candidata pelas listas do partido Platforma Obywatelska.